# Absolvent
Absolvênt je študent, ki je končal študij na univerzi, ni pa še opravil vseh izpitov ali izdelal diplomskega dela.